# Fondation Herzog

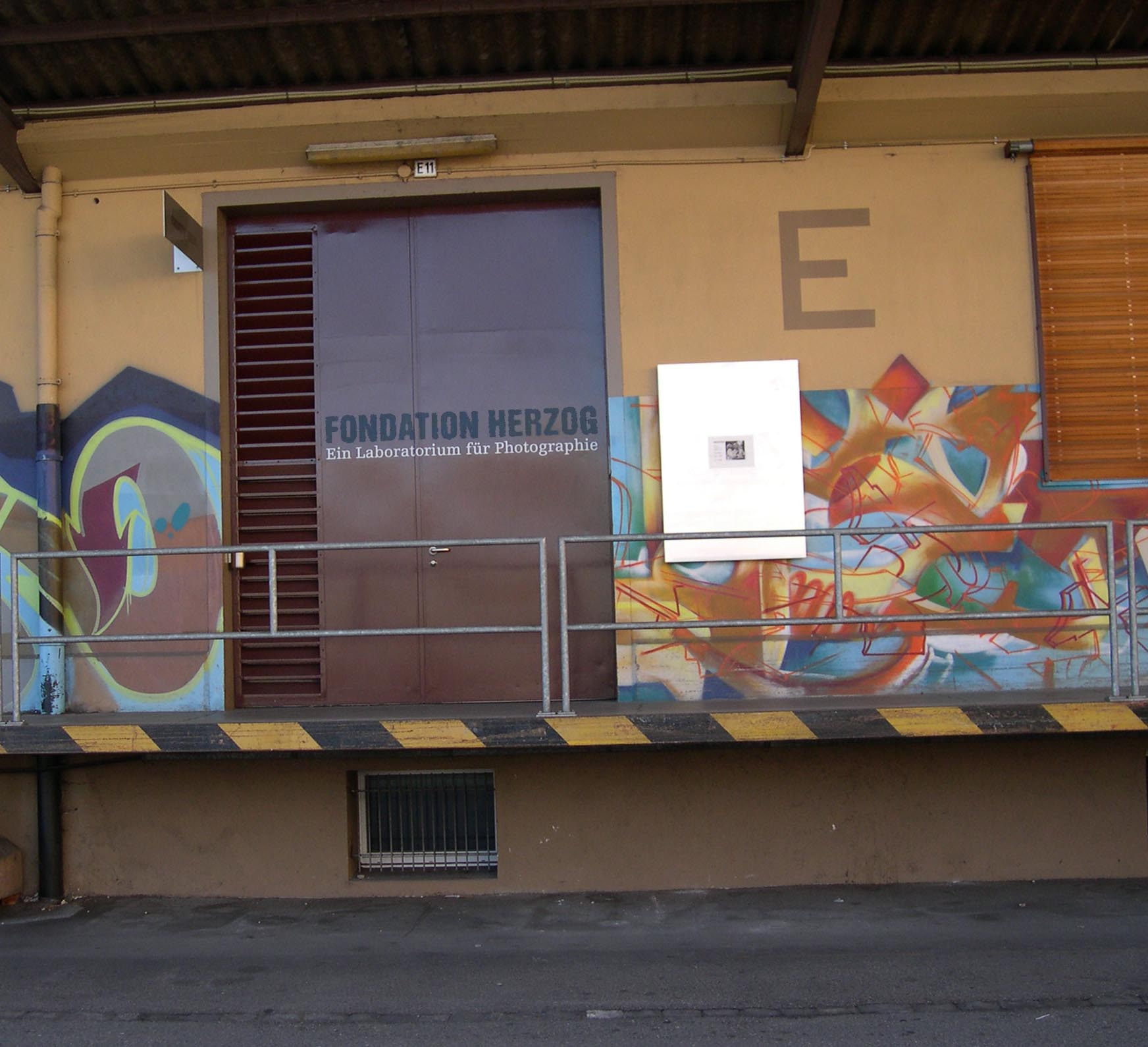
Eingang des 2002 bis 2011 von der Fondation Herzog betriebenen Laboratoriums für Photographie

Die 2002 gegründete Fondation Herzog ist eine Basler Stiftung für die Geschichte und Entwicklung der Fotografie und die Geschichte der Industriegesellschaft in fotografischen Dokumenten. Bis 2011 führte sie im Laboratorium für Photographie einen musealen Ausstellungs- und Forschungsraum auf dem Basler Dreispitzareal. Seit 2015 befindet sie sich an der Leimenstrasse 20, 4051 Basel Grossbasel.
Der Hauptbestand der Fondation, die rund 300'000 Fotografien zählende Sammlung von Ruth und Peter Herzog, wurde 2015 vom Architekturbüro Herzog & de Meuron in das «Jacques Herzog und Pierre de Meuron Kabinett» übernommen (abzüglich 3'000 Werken, die bei der Fondation Herzog verbleiben) und erneut im Dreispitzareal archiviert (Jacques Herzog ist der Bruder Peter Herzogs).
Die Sammlung aus Werken der Pionierzeit, aus professioneller und künstlerischer Fotografie und aus Amateuraufnahmen präsentiert alle seit der Erfindung des Mediums verwendeten analogen Techniken und umfasst den Zeitraum von 1839 bis etwa 1970.